# Альперовиц, Гар
Гар Альперовиц (англ. Gar Alperovitz, род. 5 мая 1936, Расин, Висконсин) — американский историк, политолог, основатель и директор Democracy Collaborative. В 1965-66 служил в Государственном департаменте. Был профессором политической экономики Лионеля Р. Баумана на факультете государства и политики Мэрилендского университета в Колледж-Парке с 1999 года и ушел в отставку в 2015 году. Альперовиц — бывший сотрудник Королевского колледжа в Кембридже; действительный член научного общества Института политологии Гарвардского университета; действительный член научного общества Института политических исследований; и приглашенный лектор в Брукингском институте. Кроме этого, он служил директором по юридическим вопросам в Палате представителей и Сенате США, и в качестве специального помощника в Госдепартаменте. Альперовиц — член совета директоров Нового экономический института.

## Образование
Бакалавр наук Висконсинского университета в Мадисоне (1959 год), магистр Калифорнийского университета в Беркли (1960 год). Доктор философии, Кембриджский университет (1964 год).

## Деятельность
Статьи Альперовица появляются в The New York Times, The Washington Post, в Los Angeles Times, The New Republic, The Nation и The Atlantic, не считая других изданий. У учёного есть профайлы в Associated Press, People, UPI и Mother Jones. Он был гостем на многочисленных спутниковых и кабельных новостных программах, в том числе Meet the Press, Larry King Live, The Charlie Rose Show, Crossfire и The O’Reilly Factor.
Альперовиц — автор получивших признание криков книг об атомных бомбам и «атомной дипломатии» и был назван «Заслуженным финалистом» Lionel Gelber Prize за книгу The Decision To Use the Atomic Bomb and the Architecture of an American Myth, (Knopf, 1995). Научные интересы Альперовица:
- местное политико-экономическое развитие, в частности новые институты общественной собственности;
- политико-экономическая теория, в том числе в рамках всей системы политико-экономической конструкции особенно по сравнению с нормативным вопросам равенства, демократии, свободы, общности и экологической устойчивости;
- местные, региональные и национальные политические подходы к стабильности сообщества в эпоху глобализации;
- история и будущее ядерного оружия; контроль над вооружениями и стратегии в области разоружения, включая работу над условиями к миру и связанных с долгосрочной политической экономического структурных изменений.

Статьи Альперовица включают «Another World is Possible», опубликованную в Mother Jones; «A Top Ten List of Bold New Ideas», опубликованную в The Nation, и «You Say You Want a Revolution?» в WorldWatch.

## Америка за пределами капитализма

### Обзор
Подзаголовок этой книги: «Возвращая наше богатство, нашу свободу и нашу демократию». Повторяющаяся тема этой книги — для того, чтобы демократия работала на больших масштабах, люди должны получить опыт работы с ней на небольшом масштабе. Альперовиц помимо всего прочего рекомендует кооперативы, потому что они дают людям опыт демократии на относительно небольших масштабах. Это, в свою очередь, обеспечивает опыт и глубокое понимание того, как работать с другими, что может быть переведено в более эффективную политическую деятельность на крупных уровнях, как государственная и национальная политики.

## Критика
Критика Альперовицом решения президента США Гарри Трумэна применить атомную бомбу против Японии несколькими историками охарактеризована как ревизионистская. Такого мнения придерживается, например, Роберт Джеймс Мэддокс, почетный профессор истории в Университете штата Пенсильвания. Мэддокс критикует Альперовица за «его антинаучное использование многоточия» и иные искажения источников. Мэддокс также обвиняет Альперовица за ошибки неполного доказательства, игнорирование тех источников, которые подрывают его тезисы.

## Книги
- Atomic Diplomacy: Hiroshima and Potsdam (New York: Simon and Schuster, 1965). Other editions: German, Italian, Portuguese, Russian, Swedish, British
- Cold War Essays, with an Introduction by Christopher Lasch (New York: Doubleday, 1970)
- Strategy and Program, with S. Lynd (Boston: Beacon Press, 1973)
- Rebuilding America, with J. Faux (New York: Pantheon, 1984)
- American Economic Policy, ed. with R. Skurski (Notre Dame: University of Notre Dame Press, 1984)
- The Decision To Use the Atomic Bomb and the Architecture of an American Myth (New York: Alfred A. Knopf, 1995). Other editions: German, Japanese, Korean, British
- The Decision To Use the Atomic Bomb (New York: Vintage Books, 1996). British edition (Harper Collins).
- Making a Place for Community, with D. Imbroscio and T. Williamson (New York: Routledge, 2002)
- America Beyond Capitalism: Reclaiming our Wealth, Our Liberty, and Our Democracy (John Wiley & Sons, ISBN 0-471-66730-7, October 2004)
- Building Wealth: The New Asset-Based Approach to Solving Social and Economic Problems (Washington, D.C.: The Aspen Institute, April 2005) (Democracy Collaborative Report, under the direction of Gar Alperovitz)
- Unjust Deserts: How The Rich Are Taking Our Common Inheritance and Why We Should Take It Back, with Lew Daly (New York: New Press, 2008)
- What Then Must We Do?: Straight Talk about the Next American Revolution (Chelsea Green, 2013)

### Переводы на русский язык
- Алпровиц Г. Атомная дипломатия: Хиросима и Потсдам: О применении атомной бомбы и о том, как Америка очутилась лицом к лицу с Советским Союзом = Gar Alperovitz. Atomic diplomacy: Hirosima and Potsdam. New York: Simon and Schuster, 1965. / Пер. с англ. — М.: Международные отношения, 1968. — 272 с. — 7000 экз.